# Agostinho António do Souto
Agostinho António do Souto Coelho e Oliveira (Guimarães, 25 de fevereiro de 1825 — Figueira da Foz, 11 de fevereiro de 1911) foi um médico, lente da Escola Médico-Cirúrgica do Porto, que se destacou no campo da medicina legal, sendo pioneiro no estudo em Portugal das implicações legais da saúde mental.

## Biografia
Nasceu em Guimarães, filho do cirurgião Manuel José do Souto Coelho e Oliveira. Seguiu o curso da Escola Médico-Cirúrgica do Porto, que concluiu com distinção em 1845. Matriculou-se depois na Universidade de Coimbra, onde concluiu os cursos de Filosofia e de Medicina, recebendo o respectivo grau em 1858.
Concorreu a lenta da Escola Médico-Cirúrgica do Porto, onde foi colocado como substituto no mesmo ano de 1858. Em 1867 era já lente proprietário da cadeira de Química Orgânica. Em 1871 foi encarregado pelo Governo de integrar uma comissão científica à América do Sul, e aí teve ocasião de se habilitar a exercer clínica com proveito. Regressando a Portugal, reassumiu as suas funções na Escola Médico-Cirúrgica do Porto.
Entrou em várias controvérsias científicas, sendo as mais notáveis a que se referia à célebre questão Urbino de Freitas, e do caso da entrada dum enfermo para o hospício de alienados do Hospital Conde de Ferreira, em que entraram diversos clínicos portuenses, de que resultaram alguns opúsculos.
Saindo da vida activa, e não pouco honrosa em longa carreira, retirou-se para a Figueira da Foz, onde faleceu a 11 de Fevereiro de 1911.

## Obras
Entre outras, é autor das seguintes publicações:
- Acerca da influência da imaginação na produção e terapêutica dos incidentes consecutivos às grandes operações cirúrgicas. Porto, 1845.[7]
- Gangrena. Porto, 1858
- Discurso lido em 5 de Outubro de 1862, em sessão solene da abertura do curso médico-cirúrgico de 1862-1863, na Escola Médico-Cirúrgica do Porto, pelo substituto da secção cirúrgica da mesma escola. Porto. Tip. de António José da Silva Teixeira, 1872.
- Manual de tocologia. Compêndio de obstetrícia para tema das lições do curso de parteiras da Escola Médico-Cirúrgica do Porto. Tip. Elzeviriana, 1882.
- Falsificação de géneros alimentícios. Análise de óleos.  In Saúde Pública, 1884.
- Análise de vinhos. In Saúde Pública, 1884.
- O caso médico-legal Urbino de Freitas (em colaboração com António Joaquim Ferreira da Silva).
- Relation médico-légale de l'affaire Urbino de Freitas
- Exame e refutação dos pareceres constantes dos suplementos a “Coimbra Médica”, acerca do processo-crime Urbino de Freitas. Porto, Imprensa Portuguesa, 1893.
- A verdade dos factos restabelecida na questão do alienado A. Bessa. Porto. Tip. Ocidental, 1883.